# الله ليس ميتا
الله ليس ميت (بالإنجليزية: God's Not Dead)‏ هو فيلم درامي مسيحي أمريكي تم إنتاجه في سنة 2014 وهو من إخراج هارولد كرونك وبطولة كيفن سوربو وشاين هاربر وديفيد وايت ودين كاين وقد تم إنتاج الفيلم عن طريق شركة بيور فليكس، فاز الفيلم بجائزة الحمامة للموسيقى الإنجيلية لأفضل فيلم ملهم في السنة.

## القصة
قصة فيلم تتكلم عن طالب فلسفة مسيحي يتحدى أستاذه أمام الطلاب لإثباته وجود الله، حيث يقوم أستاذ الفلسفة بتوزيع أوراق إلى الطلبة ليكتبوا ان الله مات God is dead لكن يقوم الطالب بتحدي أستاذه ليثبت وجود الله أمام الطلاب.

## البطولة
- شاين هاربر بدور جوش ويتون
- كيفن سوربو بدور البروفيسور جيفري راديسون
- ديفيد وايت بدور ديف
- تريشا لافاك بدور إيمي راين
- هديل ستو بدور عايشه
- ماركو خان بدور مسراب
- كوري أوليفر بدور مينا
- دين كاين بدور مارك
- جيم غليسون بدور وورد ويتون
- بنيامين أونياندو بدور الأب جود
- كاسيدي جيفورد بدور كارا
- بول كو بدور إيب
- ويلي روبرتسون بدور نفسه
- كوري روبرتسون بدور نفسها
- نيوسبويس بدور أنفسهم

## وصلات خارجية
- الله ليس ميتا على موقع IMDb (الإنجليزية)
- الله ليس ميتا على موقع ميتاكريتيك (الإنجليزية)
- الله ليس ميتا على موقع روتن توميتوز (الإنجليزية)
- الله ليس ميتا على موقع نتفليكس (الإنجليزية)
- الله ليس ميتا على موقع ألو سيني (الفرنسية)
- الله ليس ميتا على موقع أول موفي (الإنجليزية)
- الله ليس ميتا على موقع بوكس أوفيس موجو (الإنجليزية)
- الله ليس ميتا على موقع فيلمافينيتي (الإسبانية)
- الله ليس ميتا على موقع قاعدة بيانات الفيلم (الإنجليزية)
- الله ليس ميتا على موقع ليتربوكسد (الإنجليزية)
- الموقع الرسمي
- الله ليس ميت على قاعدة بيانات الأفلام على الإنترنت